# Paranoid Android
"Paranoid Android" és el primer senzill de l'àlbum OK Computer, tercer treball d'estudi de la banda anglesa Radiohead. Les lletres expliquen una experiència desagradable de Thom Yorke en un bar de Los Angeles amb força humor negre. El nom de la cançó prové el personatge Marvin the Paranoid Android de la sèrie Guia galàctica per a autostopistes de Douglas Adams.
Va debutar al número tres de la llista britànica i fou molt ben rebuda i destacada per la crítica, ja que apareix regularment en les llistes de millors cançons. El videoclip és d'animació i tingué molta rotació en diversos canals musicals, però algunes parts foren censurades per desagradables.

## Informació
Per a la composició de la cançó, el grup va experimentar amb la combinació de tres cançons escrites per tres membres diferents del grup, inspirats en l'estructura i format de "Happiness Is a Warm Gun" dels The Beatles. El resultat fou una mica ridícul, i seguint aquest esperit humorístic, van escollir el títol inspirats en el personatge "Marvin the Paranoid Android" de la saga Guia galàctica per a autostopistes. Finalment, Yorke hi va afegir una anècdota viscuda en un bar de Los Angeles. La primera versió es va enregistrar a St Catherine, Somerset, en una mansió de la famosa actriu Jane Seymour, i tenia una durada superior als 14 minuts. Aquesta versió la van interpretar en directe en alguns concerts durant una gira que van realitzar conjuntament amb l'Alanis Morissette el setembre de 1996. Veient l'èxit obtingut, van escurçar la durada fins a sis minuts i mig.
Les lletres estan dividides en tres seccions que tracten un estat d'ànim diferent, i addicionalment també es parla d'altres temes com la demència, violència, eslògans i objecció política al capitalisme. Yorke es va basar en una experiència desagradable que va viure en un bar de Los Angeles relacionada amb desconeguts i la cocaïna.
La cançó fou emesa per les emissores de ràdio britàniques a l'abril de 1997, un mes abans del llançament oficial del senzill. Com que molts productors de programes musicals van quedar una mica decebuts, no fou emesa amb regularitat per les ràdios, però el grup va donar suport al senzill perquè tenia intenció de preparar al públic per la nova direcció musical de l'àlbum. Finalment va debutar en la tercera posició de la UK Singles Chart, la posició més alta d'un senzill de Radiohead. Amb la creixent popularitat de la cançó, les emissores la repetien sistemàticament. La crítica musical va destacar molt favorablement la qualitat de la cançó, tant la música com la lletra. La revista Rolling Stone la va situar en el lloc 257 en la seva llista de les 500 millors cançons de tots els temps, mentre que Pitchfork Media la va incloure en la quarta posició de les millors cançons dels anys 90, i Time en la seva llista de les 100 millors cançons de tots els temps.
Per realitzar el videoclip, el grup va decidir fer quelcom divertit igual com s'ho havien passat component la cançó. Van contactar amb Magnus Carlsson, dibuixant suec creador de la sèrie de televisió d'animació Robin, perquè realitzés un videoclip animat, ja que eren seguidors d'aquesta sèrie. Radiohead va decidir no facilitar les lletres de la cançó a Carlsson perquè no volien que fos massa literal, i que fos un vídeo conceptual basat únicament en el seu so. Carlsson va utilitzar el mateix estil que en la sèrie Robin, simplista i donant èmfasi als colors cridaners i línies marcades. És protagonitzat per Robin i el seu amic Benjamin, i també hi ha un cameo de la banda en un bar. Yorke va indicar que estava molt satisfet amb el resultat del videoclip perquè mostrava la violència al voltat de Robin, malgrat en què les lletres de la cançó no apareixia especificat. Tot i que el senzill no va tenir gaire repercussió en les emissores de ràdio, el videoclip tingué molta tirada i molts canals l'emetien contínuament, tot i que en alguns països foren censurades determinades escenes. Paradoxalment, als Estats Units es van censurar escenes on apareixien unes sirenes ensenyant els seus pits, però no un home que es tallava les quatre extremitats amb una destral per accident. La versió no censurada del videoclip fou inclosa posteriorment en les compilacions de vídeos 7 Television Commercials i Radiohead: The Best Of.
Stanley Donwood va treballar amb Yorke per dissenyar tot el material gràfic dels llançaments de "Paranoid Android", però les imatges van ser acreditades com a "dumb computers".
Diversos artistes han realitzat versions d'aquesta cançó. Per exemple, el pianista de jazz Brad Mehldau va enregistrar una versió de nou minuts en el seu àlbum Largo (2002) junt als percussionistes Jim Keltner i Matt Chamberlain, addicionalment també va interpretar una versió de 19 minuts a Live in Tokyo (2004). El grup de reggae Easy Star All-Stars va versionar tot l'àlbum OK Computer en el disc titulat Radiodread (2006). El productor musical Michael G va indicar que "Paranoid Android" era particularment complicada d'adaptar a l'estil reggae i que fou un gran repte. La cantant Sia Furler la va versionar a l'estil neo soul en el disc de tribut Exit Music: Songs with Radio Heads (2006), i aquesta va aparèixer posteriorment en la sèrie de televisió The O.C.. També alguns artistes de música clàssica han realitzat adaptacions com Christopher O'Riley per a piano a Hold Me to This (2005) o el quartet de corda The Section en Strung Out on OK Computer: The String Quartet Tribute to Radiohead (2001). Weezer va enregistrar la cançó en directe i van publicar un vídeo a YouTube.

## Llista de cançons
CD1 (CDODATAS01)
1. "Paranoid Android" – 6:27
2. "Polyethylene (Parts 1 & 2)" – 4:23
3. "Pearly*" – 3:34

CD2 (CDNODATA01)
1. "Paranoid Android" – 6:27
2. "A Reminder" – 3:52
3. "Melatonin"– 2:08

Vinil 7" (CDNODATA01)
1. "Paranoid Android"
2. "Polyethylene (Parts 1 & 2)"

CD senzill Japó (TOCP40038)
1. "Paranoid Android" – 6:26
2. "Polyethylene (Parts 1 & 2)" – 4:22
3. "Pearly*" – 3:33
4. "Let Down" – 4:59